# Långared
Långared är en ort i Alingsås kommun i Västra Götalands län och kyrkbyn i Långareds socken. Sedan 2015 utgör orten en tätort. Tidigare har orten istället utgjort en småort.
I Långared finns Långareds kyrka samt en sporthall som heter Albert Hall som används av bland annat Långared BOIS som tränar och har cuper där. Bakom Albert Hall ligger Långared BOIS hemmaarena Ollevi.

## Befolkningsutveckling

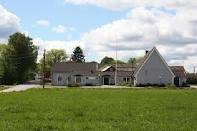
Missionskyrkan

| Befolkningsutvecklingen i Långared 2015–2020                                         | Befolkningsutvecklingen i Långared 2015–2020 | Befolkningsutvecklingen i Långared 2015–2020 | Befolkningsutvecklingen i Långared 2015–2020 | Befolkningsutvecklingen i Långared 2015–2020 |
| ------------------------------------------------------------------------------------ | -------------------------------------------- | -------------------------------------------- | -------------------------------------------- | -------------------------------------------- |
|                                                                                      |                                              |                                              |                                              |                                              |
| År                                                                                   |                                              |                                              | Folkmängd                                    | Areal (ha)                                   |
| 2015                                                                                 | 2015                                         |                                              | 264                                          | 121                                          |
| 2020                                                                                 | 2020                                         |                                              | 281                                          | 121                                          |
| Anm.: Ny tätort 2015, var tidigare en småort som 2010 hade 197 invånare på 55 hektar |                                              |                                              |                                              |                                              |